# Elecciones generales de Italia de 1867
Las elecciones generales se celebraron en Italia entre el 10 y el 17 de marzo de 1867. Los comicios fueron convocados más de dos años antes del fin de la legislatura electa en 1865 debido a la dimisión temprana del Presidente del Consejo de Ministros Bettino Ricasoli, ante la pérdida de confianza del parlamento luego de que el jefe de Gobierno hiciera tratos con la Santa Sede en cuanto a la repatriación de bienes de la Iglesia católica a los asediados Estados Pontificios sin el consentimiento de la Cámara de Diputados del Reino. El resultado fue una victoria para la Izquierda histórica, que obtuvo mayoría simple y pudo formar un gobierno de coalición con Urbano Rattazzi como Presidente del Consejo de Ministros.
Debido a las restrictivas leyes electorales italianas de la época, sólo 504.265 hombres italianos, de una población total de alrededor de 26 millones de personas, tenían derecho a voto. Los votantes eran en gran parte aristócratas que representaban a los rentistas del norte del país y tenían opiniones políticas moderadas, incluida la lealtad a la corona y el bajo gasto público. Habiendo pasado dos años desde las elecciones anteriores, solamente había dos votantes más registrados para votar.

## Contexto histórico
La oposición a Ricasoli fue organizada principalmente por el ex primer ministro Rattazzi, un miembro moderado de la Izquierda histórica, que había entrado en una coalición con la Derecha histórica en Piamonte quince años antes. Aunque las elecciones italianas fueron oficialmente no partidistas, el conflicto político fue tan evidente que la elección se convirtió en un partido entre estos dos pesos pesados políticos.
La elección de 1867 fue una gran derrota para Ricasoli, quien a partir de entonces se retiró a la vida privada. Sin embargo, mientras Ricasoli perdió, Rattazzi no recibió un mandato claro, especialmente durante la segunda parte del tradicional sistema de dos vueltas. Muchos candidatos independientes, que estaban dispuestos a apoyar a cualquier gobierno que apoyara sus intereses locales, eran partidarios tibios en el mejor de los casos. Finalmente, el rey le encargó a Rattazzi que formara un nuevo gobierno, pero la voluble facción izquierdista lo abandonó, lo que obligó a Rattazzi a formar una nueva coalición. Esto era típico de la política italiana de la época, que era oficialmente apartidista y sin partidos estructurados. En cambio, los votantes fueron influenciados más por el localismo y la corrupción que por la lealtad a cualquier líder o partido.
Rattazzi intentó formar un gobierno centrista compuesto por su facción moderada de centroizquierda, algunos independientes y la Derecha histórica. Estos grupos aceptaron la coalición para luego recuperar el control. Sin embargo, a pesar de sus esfuerzos, la victoria de Rattazzi fue efímera, similar a su primer mandato como primer ministro en 1862: apenas seis meses después no pudo detener un ataque armado de un héroe nacional, Giuseppe Garibaldi, contra los Estados Pontificios. El rey, al ver que Rattazzi era ineficaz, rápidamente forzó su renuncia. El senador Federico Luigi Menabrea asumió el cargo de primer ministro, con la Derecha histórica recuperando el control total del gobierno.

## Partidos y líderes
| Partido | Partido             | Ideología                    | Líder            |
| ------- | ------------------- | ---------------------------- | ---------------- |
|         | Izquierda histórica | Liberalismo, Centrismo       | Urbano Rattazzi  |
|         | Derecha histórica   | Conservadurismo, Monarquismo | Bettino Ricasoli |

## Resultados
|  | 45,64 % |

|  | 30,62 % |

|  | 23,74 % |

|  | 100 % |

|  | 54,84 % |

1. 1 2 3  Estimado